# Kawaguchi Matsutarō

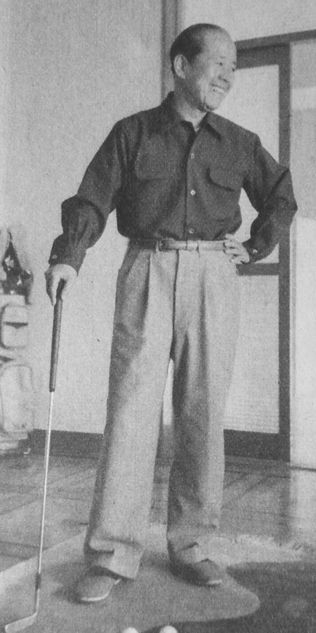
Kawaguchi Matsutarō

Kawaguchi Matsutarō (jap. 川口 松太郎; * 1899 in Asakusa, Tokio; † 1985) war ein japanischer Erzähler, Dramatiker, Drehbuchautor und Filmproduzent.

## Leben
Kawaguchi Matsutarō arbeitete im Pfandhaus und später in einem Verlag, bevor er als Autor bekannt wurde. Er schrieb anfangs Gedichte (Haikus). Er gewann 1935 den Naoki-Preis, welches seine Werke in Japan bekannt machte. Sein Liebes-Roman Aizen Katsura wurde ein Bestseller und machte Kawaguchi in Japan populär. Nach dem Zweiten Weltkrieg setzte Kawaguchi seine literarische Tätigkeit fort und veröffentlichte Dramen und Romane. Er gewann weitere Auszeichnungen, z. B. den Literaturpreis Yoshikawa-Eiji-Preis für sein Buch Shigurejaya Oriku (Die Geliebte Oriku).
1973 wurde er zum Bunka Kōrōsha, zur Person mit besonderen kulturellen Verdiensten, ernannt.

## Werk
Kawaguchis Romane spielen oft an berühmten Schauplätzen und an Unterhaltungs- und Vergnügungsorten. Viele seiner Romane wurden Bestseller sowie dienten als Vorlage für Filme und Lieder.
Shigurejaya Oriku (Die Geliebte Oriku – Geschichten aus einem Teehaus) enthält zehn mehr oder weniger zusammenhängende Geschichten, verbunden durch den Ort Shigurejaya und die Person Oriku. Oriku ist Besitzerin von dem Shigurejaya, eines derben „Teehauses“ im Rotlicht-Bezirk von Tokio gelegen. In jungen Jahren wurde Oriku an einen Bordellbesitzer verkauft und wurde seine Geliebte. Doch bald besitzt Oriku ihr eigenes Teehaus. Sie führt dieses Geschäft auf ihre eigene Art und Weise: Sie führt junge Männer in die Liebe ein, sie nimmt kein Geld und schläft nicht mit Männern, die sie nicht mag. Dadurch bleiben ihre Persönlichkeit und Menschlichkeit erkennbar: Warmherzigkeit und Klugheit. Oriku strebt danach ihr eigenes Leben zu meistern zum Vorteil von anderen. Shigurejaya Oriku ist voll Nostalgie und Sehnsucht nach einem vergangenen Zeitalter.
Weitere Werke
- Eine Frau (Erzählung, 1946)
- Geistergeschichten aus Yotsuya (Erzählung, 1947)
- Die ermordete Frau (Erzählung, 1949)
- Eine Glocke in Fukagawa (Erzählung)